# Killybegs
Killybegs (gaelico irlandese: Cealla Beaga, "le piccole celle monastiche") è un centro portuale molto importante del Donegal, in Irlanda.
Situato nella parte settentrionale della Donegal Bay, è il cuore economico della propria contea ed è il porto più produttivo di tutta la nazione: àncora nelle proprie banchine infatti circa 60 pescherecci dediti alla pesca di molte varietà di pesci. Situato sulla parte nord della Donegal Bay, è sede in estate di un importante festival della pesca.
Tuttavia, le recenti direttive della Comunità Europea in tema di pesca e, soprattutto, i limiti di quantità di pesce pescabili imposti, hanno creato notevoli problemi all'economia della cittadina, comportando non poche perdite economiche.
Famosi anche i tappeti di Killybegs.

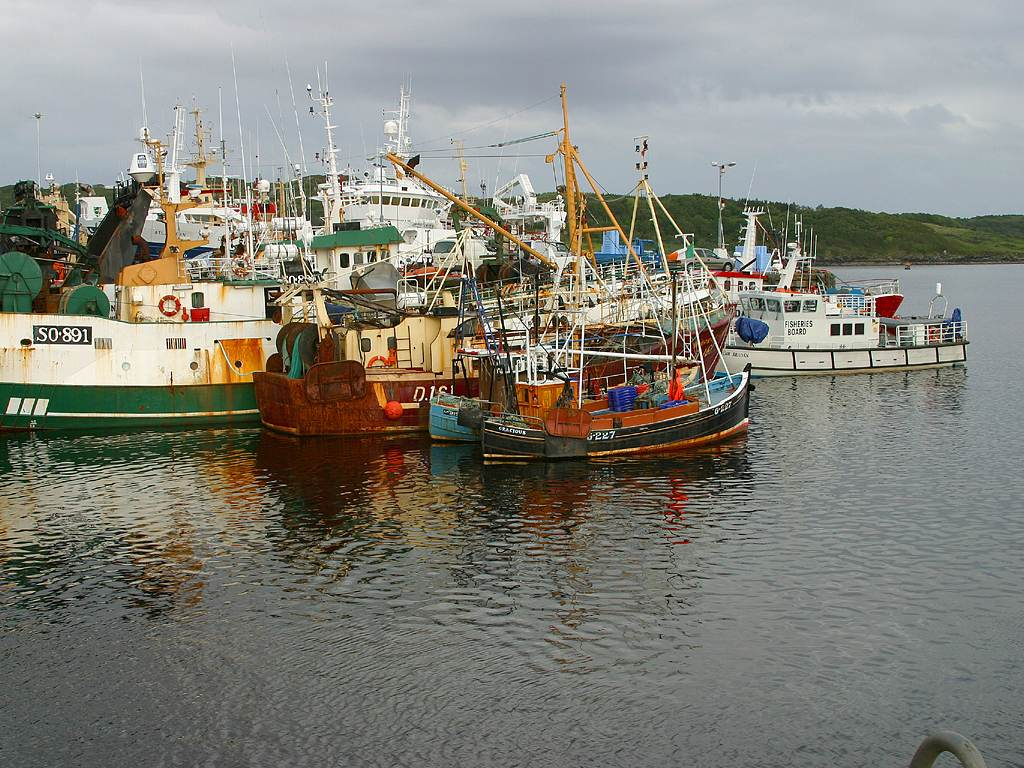
Porto di Killybegs
Pescherecci nel porto di Killybegs, il principale della nazione nel settore ittico